# La ley de Murphy (libro)
La Ley de Murphy es un libro escrito por el estadounidense Arthur Bloch en el año 1977.

## Argumento del libro
El libro se basa en la presentación de problemas cotidianos en los que se podría usar la conocida Ley de Murphy o derivados. Todos son ejemplos humorísticos que están incluidos con la intención de sacarle una sonrisa al lector.

### Contraportada
La vida cotidiana está regida por una ley universal: la ley de Murphy. He aquí algunos de sus enunciados:
- No se puede saber cuál es la profundidad de un charco hasta que no se ha metido el pie en él.
- Si consigue mantener la calma cuando todo el mundo ha perdido la cabeza, es que no se entera del problema.
- Si no atina a la primera, destruya todas las evidencias de que lo ha intentado.
- La mayor parte de las personas se merecen a su pareja.
- En ocasiones, el hombre tropieza con la verdad, pero evita caerse y sigue adelante.
- Nada es tan bonito de cerca como de lejos.